# Puente de Segovia
Puente de Segovia – most nad rzeką Manzanares, najstarszy most w Madrycie.
Most Segowiański zbudowano z inicjatywy króla Filipa II na miejscu dawnego mostu drewnianego. Budowa trwała od 1572 do 1588. Projektantem był Gaspar de Vega, a po jego śmierci głównym architektem został Juan de Herrera. Most następnie był kilkukrotnie remontowany, a w XX wieku również przebudowywany. Pod kierownictwem Vicente Olmosa most rozszerzono z 8,65 do 31 metrów w latach 1935–1943. 
W ramach projektu parku Madrid Río obok mostu utworzono cztery stawy niepołączone z wodami Manzanares. Dwa z nich są obsadzone liliami wodnymi, a w dwóch pozostałych umieszczono fontanny.